# Warmsroth
Warmsroth là một đô thị thuộc huyện Bad Kreuznach trong bang Rheinland-Pfalz, phía tây nước Đức. Đô thị Warmsroth có diện tích 5,91 km², dân số thời điểm ngày 31 tháng 12 năm 2006 là 414 người.